# Klanec, Komenda
Klanec este o localitate din comuna Komenda, Slovenia, cu o populație de 252 de locuitori.